# لیون‌گود (آلاسکا)
لیون‌گود (به انگلیسی: Livengood) شهرکی در ناحیه سرشماری یوکان-کویوکوک، آلاسکا ایالت آلاسکا است که جمعیت آن در سرشماری سال ۲۰۰۰ میلادی ۲۹ نفر بوده‌است.